# Toshihiro Uchida
Toshihiro Uchida (født 12. august 1972) er en tidligere japansk fodboldspiller.
Han har spillet for flere forskellige klubber i sin karriere, herunder Nagoya Grampus Eight og Cerezo Osaka.